# Faut réparer Sophie
Pour plus de détails, voir Fiche technique et Distribution.
Faut réparer Sophie est un film français réalisé par Alexandre Ryder, sorti en 1933.

## Fiche technique
- Titre : Faut réparer Sophie
- Réalisation : Alexandre Ryder
- Scénario :  André Mouézy-Éon, d'après sa pièce
- Photographie : Georges Asselin et Paul Barguel
- Décors : Alexandre Trauner
- Production : Productions Volta
- Pays d'origine :  France
- Format :  Noir et blanc - 1,37:1 - 35 mm - Son mono
- Genre : Comédie
- Durée : 100 minutes
- Date de sortie : France : 1er décembre 1933

## Distribution
- Paule Andral : la duchesse de Beaudéduit
- Palau : Schermack
- Tramel : Baptistin Lanapoule
- Odette Talazac : Mme Lanapoule
- Pierre Darteuil : Lebidou
- Jane Larzac : Sophie Lanapoule
- Lyanne Doridge : Sulpicienne
- Marcel Vidal : le vicomte
- Sinoël : l'académicien
- Jean Diener : Augustin